# Нежить (фильм, 2024)
«Нежить» (англ. In a Violent Nature) — канадский слэшер 2024 года по сценарию и режиссуре Криса Нэша с Рай Барреттом, Андреа Павлович и Лорен-Мари Тейлор в главных ролях. Фильм рассказывает о немом убийце, которого случайно воскрешает из могилы в пустыне Онтарио группа подростков, которых он затем начинает преследовать и убивать. Изображенные события в основном наблюдаются с точки зрения убийцы.
Премьера фильма «Нежить» состоялась 22 января 2024 года на кинофестивале «Сандэнс» в рамках фестивальной программы «Полночь» и в кинотеатрах в США и Канаде компанией IFC Films 31 мая. Премьеру фильма на фестивале посетили более
1426 человек, а позже фильм стал самым масштабным кинотеатральным релизом IFC Films на сегодняшний день, собрав более 3 миллиона долларов за первую неделю показа.
Фильм получил в основном положительные отзывы кинокритиков, в том числе и мастера ужасов Стивена Кинга. По версии журнала Variety «Нежить» Криса Нэша был признан лучшим фильмом ужасов 2024 года, а писатель Уильям Эрл отметил: «Среди возмутительных убийств и четкой операторской работы скрывается острая сатира, пронизанная сочувствием, красотой и настоящий страх».
В России фильм представлен  кинопрокатной компанией World Pictures 4 июля 2024.

## Сюжет
Группа отдыхавших на природе парней и девушек случайно пробуждает к жизни дух Джонни, при жизни имевшего умственные отклонения в виде замедленного развития и убитого в ходе злой шутки над ним. Джонни стремится вернуть себе, то что по праву принадлежит ему. Его нельзя убить, от него нельзя убежать, спрятаться или скрыться. Всех, кто встретит его на пути, ждет единственный смертельный исход. Как им справиться с неумолимым воплощением самого зла?

## В ролях
| Актёр                | Роль                  |
| -------------------- | --------------------- |
| Рай Барретт          | убийца в маске Джонни |
| Андреа Павлович      | Крис                  |
| Кэмерон Лав          | Кольт                 |
| Рис Пресли           | Рейнджер              |
| Лиам Леоне           | Трой                  |
| Леа Роуз Себастьянис | Броди                 |
| Сэм Роулстон         | Эрен                  |
| Александр Оливер     | Эван                  |
| Лорен Тейлор         | женщина               |
| Тимоти Пол Маккарти  | Чак                   |

## Производство
Первоначально съемки проходили в районе Каварта-Лейкс в Центральном Онтарио, Канада, в 2021 году, но позже Крис Нэш вспоминал, что место действия «просто не подходило нам». В конечном итоге фильм был снят в округе Алгома, Онтарио, недалеко от Су-Сент-Мари. Нэш приводит в пример различные источники вдохновения, лежащие в основе его фильма, в том числе классические слэшеры и более натуралистичные работы Терренса Малика и Гаса Ван Сента.. Рай Баррет, сыгравший убийцу Джонни, был вынужден находиться в пожарной маске все съемочные дни: «Поскольку я вообще не вижу своего лица, я могу просто смотреть на происходящее как на фильм, и это производит завораживающий эффект»..
Дизайн маски маньяка вдохновлен маской Вежан-Бадера, которая использовалась пожарными в XIX веке.

## Съёмочная группа
Художником по гриму выступил Стивен Костански, который работал на таких проектах как «Багровый пик», «Сайлент Хилл 2», «Орудия смерти: Город костей», «Обитель зла: Возмездие», «Капоте».